# 人类思维字母
人类思维字母这一构想起源于17世纪，时代背景正处于关于人类共同使用的通用语言首次被提交讨论的年代。
笛卡尔指出，通用语言的词典首先包含某些基本元素。将这些基本元素在语法规则下进行组合，就可以生成“无穷无尽的词汇”。18世纪前期，莱布尼茨提出了“通用文字”构想，“通用文字”是一种可以用来进行国际交流的逻辑性人工语言，其中语法结构和逻辑结构将合二为一，推理问题的大部分将归结为计算问题。莱布尼茨指出这些想法的灵感来自于拉蒙·勒鲁的著作，尤其是《Ars generalis ultima》（1305年）。莱布尼茨的“通用文字”的基本要素由图形字符构成，它们表示一些毫无歧义的最基本的概念。莱布尼茨把这类基本概念叫做“人类思维字母”。莱布尼茨在自己的著作中多次提及“通用文字”，但他从来没有涉及任何具体细节。

## 延伸閲讀
- 巴別塔